# Sonic the Hedgehog CD
Sonic the Hedgehog CD (яп. ソニック・ザ・ヘッジホッグ CD Соникку дза Хэдзихоггу Си: Ди:), на территориях Европы и США известна под названием Sonic CD — видеоигра в жанре платформер, разработанная компанией Sonic Team и изданная Sega осенью 1993 года. Является первой и единственной игрой серии Sonic the Hedgehog, вышедшей на приставку Sega Mega-CD. Игра позже была портирована на различные игровые платформы нескольких поколений и входила в состав нескольких сборников.
Sonic the Hedgehog CD выполнена в двухмерной графике, а игровой процесс похож на предыдущие игры серии. По сюжету доктор Роботник, посетив Маленькую планету, хочет использовать Камни Времени, способные контролировать ход времени. Ёж Соник, узнав об этом, отправляется на исследование планеты. По пути он встречает Эми Роуз, однако вскоре её похищает Метал Соник, металлическая копия синего ежа. Теперь главному герою предстоит спасти Эми и собрать все семь Камней Времени, чтобы победить доктора Роботника и Метал Соника, и освободить планету.
Разработка игры началась после выхода Sonic the Hedgehog на приставку Sega Mega-CD. Во главе команды стоял сам создатель Соника Наото Осима. Проект разрабатывался в японском отделении Sonic Team два года. После выхода игра была высоко оценена фанатами и критиками за новаторские путешествия во времени, дизайн и музыку, но с финансовой точки зрения Sonic CD потерпел полное фиаско из-за небольшой популярности Mega-CD. Последующие переиздания также получали в основном положительные отзывы и им сопутствовал коммерческий успех.

## Игровой процесс

Первая часть зоны «Palmtree Panic» в настоящем времени. С помощью перемещения во времени игрок может посетить уровень в прошлом, настоящем и будущем времени, отличающиеся друг от друга планировкой, размещением объектов, музыкой и цветовой палитрой

Sonic the Hedgehog CD является жанровым платформером, выполненным в двухмерной графике. По сюжету действие игры происходит после событий Sonic the Hedgehog и до Sonic the Hedgehog 2. Доктор Роботник узнаёт, что на Маленькой планете (англ. Little Planet) находятся так называемые «Камни Времени» (англ. Time Stones), способные влиять на ход времени. Злодей приковывает планету к скале цепью и преобразовывает её в собственную гигантскую крепость. Ёж Соник, видя это, отправляется вверх по цепи, чтобы исследовать планету. Там он встречает ежиху Эми Роуз, которая влюбляется в главного героя, но её вскоре похищает робот Метал Соник. Сонику предстоит спасти Эми и собрать семь Камней Времени, чтобы победить доктора Роботника и Метал Соника, а также освободить планету.
Игроку предстоит пройти семь игровых уровней, называемых зонами («Palmtree Panic», «Collision Chaos», «Tidal Tempest», «Quartz Quadrant», «Wacky Workbench», «Stardust Speedway» и «Metallic Madness»), каждый из которых разделён на три акта и заполнен различными врагами-роботами, называемыми бадниками (англ. Badnik). Главный герой атакует врагов на своём пути либо с помощью сворачивания в клубок во время прыжка, либо приёмом spin dash, разгоняясь на месте. После уничтожения бадников освобождается семечко и, попадая на землю, из него вырастает цветок. Во время прохождения персонаж собирает золотые кольца, служащие защитой от бадников, а при сборе 100 штук дающие дополнительную жизнь. Если игроку будет нанесён урон, то он потеряет все кольца, без которых персонаж гибнет при повторном получении урона. Выпавшие после получения урона кольца можно собрать, но только в течение ограниченного времени и не более 20 штук. На уровнях также разбросаны игровые бонусы, хранящиеся в специальных мониторах — например, временная неуязвимость или дополнительная жизнь. После прохождения двух актов игрок сражается в третьем акте с боссом в лице доктора Роботника, однако в «Stardust Speedway» противником главного героя становится ещё и Метал Соник.
В оригинале и большинстве последующих переизданий Sonic the Hedgehog CD можно пройти только Соником, но в переиздании 2011 года дополнительно добавили лисёнка Тейлза. В отличие от ёжика, он имеет способность летать — благодаря тому, что имеет два хвоста и вращает ими, как пропеллерами. Помимо этого, лис может плавать под водой, но в любом случае по прошествии десяти секунд он устаёт и вынужден снижаться. Как и Соник, он может разгоняться на месте с помощью приёма spin dash и сворачиваться в шар для атаки.
Помимо основного режима, в Sonic the Hedgehog CD присутствует ещё пять дополнительных режимов, которые можно разблокировать: «Time Attack», где игроку предстоит проходить пройденные ранее раунды на время; «D.A. Garden», позволяющий управлять и изменять вращение и масштаб Маленькой планеты, а также дающий возможность слушать саундтрек из игры; «Visual Mode», в котором доступны для просмотра аниме-ролики и концептуальные наброски игровой анимации; «Sound Test», где с помощью специального кода можно послушать музыку; и «Debug Mode», с помощью которого игрок может устанавливать различные игровые элементы и свободно перемещаться по уровням.

### Перемещение во времени
Важным элементом игры является путешествие во времени — побывать в четырёх различных вариантах каждого игрового уровня, которые являются различными периодами времени этого места: «Настоящем», «Прошлом», «Хорошем Будущем» и «Плохом Будущем». Чтобы переместиться во времени, игрок должен коснуться одной из специальных табличек с надписью «Past» (прошлое) или «Future» (будущее), разбросанных по всему уровню, и в течение нескольких секунд сохранять максимальную скорость. В результате он переместится в аналогичное место на уровне, но в другой период времени. В Прошлом таблички для перемещения в прошлое отсутствуют, а в Будущем нет табличек для перемещения в будущее, что позволяет игроку в этих периодах времени перемещаться только в Настоящее.
Уровни в различные периоды времени отличаются планировкой, размещением объектов, музыкой и цветовой палитрой. Кроме того, состояние роботов-врагов так же зависит от времени, в котором находится игрок. В Прошлом они исправны и имеют много сил; в Настоящем у некоторых уменьшается функциональность; в Будущем все машины работают с дефектами. Такое «изнашивание» может оказывать влияние на скорость и атакующую способность бадников. Внешний вид каждого уровня в Будущем зависит от действий игрока в других временах. Если в Прошлом он найдёт машину, создающую роботов, и уничтожит её, то все роботы в этом Прошлом исчезнут, а Будущее, куда впоследствии перемещается игрок, становится «Хорошим». В варианте Хорошего Будущего нет врагов и присутствует меньше опасностей, а пейзаж уровня выглядит как гармоничное переплетение природы и технологий. Если же машина так и не была уничтожена, игрок попадает в Плохое Будущее, с часто встречающимися роботами и разными ловушками, а также сильно загрязнённой окружающей средой (например, отравленной водой или коррозией строений). Так как третья часть каждого уровня всегда происходит только в Будущем, игрок, чтобы сделать его Хорошим, должен сперва создать Хорошее Будущее в двух предыдущих частях уровня. Будущее так же станет Хорошим, если главный герой соберёт все семь Камней Времени.
Если игрок уничтожит в Прошлом все роботизирующие машины, то в конце игры увидит хорошую концовку. В дополнение, в Прошлом каждого акта находится проектор, показывающий голограмму Метал Соника, на которой он мучает какое-нибудь животное. После уничтожения этой машины в Прошлом и Настоящем акта появятся животные; в то же время, в Хорошем Будущем они присутствуют независимо от уничтожения проектора.

### Специальный уровень

В представленном в Sonic CD «Special Stage» персонаж должен собрать семь Камней Времени, чтобы открыть хорошую концовку сюжета

Как и в предыдущих частях серии, в Sonic the Hedgehog CD присутствует так называемый «Special Stage», необходимый для сбора Камней Времени, эквивалента Изумрудов Хаоса в этой игре. Доступ на этот этап аналогичен Sonic the Hedgehog: игрок должен собрать более 50 колец и запрыгнуть в большое кольцо, появляющееся в конце уровня.
Этап представляет собой трёхмерную плоскую площадку, окружённую водой; его внешний вид зависит от раунда, через который игрок попал на «Special Stage». Задача игрока — уничтожить шесть НЛО, летающих по всему уровню. После уничтожения некоторых НЛО, игроку даётся бонус в виде колец или увеличения скорости на некоторое время. Каждый этап имеет ограничение во времени, причём, если игрок коснётся воды, то время будет отниматься гораздо быстрее. Каждый раз, когда на таймере останется 20 секунд, на середине этапа появится специальный НЛО голубого цвета, после уничтожения которого на таймер добавятся 30 секунд. В дополнение на этапе присутствуют разнообразные предметы, которые могут помочь или усложнить прохождение уровня.
После того как все НЛО будут уничтожены, игрок получает Камень Времени. Если к концу игры будут собраны все семь камней, то на всех уровнях будет обеспечено Хорошее Будущее, а по завершении игры игрок увидит хорошую концовку.

## Разработка игры
После выхода Sonic the Hedgehog в 1991 году, ведущий программист Юдзи Нака был недоволен жёсткой корпоративной политикой Sega и поэтому переехал вместе с частью коллектива из Sonic Team в США, чтобы работать в Sega Technical Institute для инструктажа американских разработчиков. Они же, в конечном счёте, начали работу над Sonic the Hedgehog 2. Тем не менее создатель Соника художник Наото Осима остался в Японии. В это время Sega готовила к выпуску Mega-CD, дополнения для консоли Mega Drive/Genesis, и в руководстве компании приняли решение разработать проект серии Sonic the Hedgehog для модуля. В первоначальных планах у издательства был выпуск улучшенного порта первой части франшизы или разрабатывавшегося на тот момент сиквела, но в конечном итоге началась разработка новой игры под кодовым названием CD Sonic. Проект должен был показать все технические особенности Mega-CD.
Разработать CD Sonic, позднее переименованный в Sonic the Hedgehog CD, поручили японской команде во главе с Наото Осимой. Сотрудникам Sonic Team предоставили полную свободу действий. В общей сложности проект разрабатывался два года. Несмотря на то, что Юдзи Нака не принимал никакого участия в создании игры для Mega-CD, он обменивался с Осимой идеями и информацией по ходу разработки. Движком для Sonic the Hedgehog CD послужил модифицированный движок первой Sonic the Hedgehog. Кроме того, японская команда предложила идею путешествия во времени, заимствуя её из серии фильмов «Назад в будущее». Специально для этого дизайнеры и художники разработали для каждого уровня пять версий, каждый из которых является различным периодом времени этого места: хорошего прошлого и будущего, плохого прошлого и будущего, и настоящего. Всего для игры было создано порядка 70 вариаций семи уровней. В игре должен был присутствовать ещё восьмой уровень, однако из-за несоответствия стандартам качества он был в конечном итоге вырезан. О нём известно только то, что он должен был находиться между «Palmtree Panic» и «Collision Chaos» и, как и все уровни, состоять их трёх актов. Помимо основных уровней, разработчики решили создать два бонусных этапа, и в одном из них обязательно должна использоваться трёхмерная графика. По неизвестным причинам в финальную версию игры вошёл только один специальный уровень с использованием режима, похожего на Mode 7, хотя скриншот второго этапа присутствовал в журнале Sega Summer Catalogue 1992 года.
В Sonic the Hedgehog CD появились два новых персонажа — Метал Соник и Эми Роуз (Плутовка Рози в Японии или ошибочно Принцесса Салли в США, персонаж мультсериала и комикса Sonic the Hedgehog). Их создателем стал художник Кадзуюки Хосино. Ежиха ранее появилась в манге Sonic the Hedgehog авторства Кэндзи Тэрады, но штатный сотрудник, вдохновившись Минни Маус, решил переработать её дизайн: в игре она носит рубашку зелёного цвета, оранжевую юбку и синие кроссовки. В Sonic the Hedgehog CD Эми отводится роль «девы в беде» — на протяжении всей истории её спасать будет сам Соник. Метал Соник был создан как андроид доктора Роботника, покорно выполняющий приказы своего босса. В отличие от подавляющего большинства творений злого учёного, Метал Соник имеет свой разум и характер, который во многом является копией характера Соника.
Примечательно, что Sonic the Hedgehog CD стала одной из первых игр серии, в которой присутствует озвучивание. Так Соник может сказать «I’m outta here!», если будет стоять три минуты без движения, а при получении дополнительной жизни воскликнет «Yes!». Главного героя озвучила японская певица Кэйко Утоку. Кроме того, в американской версии, при появлении надписи «GAME OVER» будет слышен злобный смех. В «Palmtree Panic», если Эми схватит Соника, она будет хихикать, а когда будет поймана Метал Соником в «Collision Chaos», закричит. Однако, по неизвестным причинам озвучка персонажей в сборнике Sonic Origins была удалена. Кроме того, в игре появились полноценные аниме-ролики, созданные для Sonic Team студиями Toei Animation и Studio Junio. Сами же программисты, для перехода из одной версии зоны в другую, создали небольшую видеозаставку, в которой Соник летит вверх со скоростью звука. Данный ролик первоначально не входил в замыслы Осимы, но программисты не могли осуществить плавный переход от уровня к уровню без загрузки. В интервью сайту Gamasutra руководитель признался, что идеально реализовать перемещение по времени смог только сам Юдзи Нака. Ещё одним нововведением в Sonic CD стало использование системы автосохранения; для этого могла быть использована внутренняя память Mega-CD или резервный картридж памяти. Таким образом, игрок истративший все жизни, продолжит игру с первой части своего последнего открытого уровня.

## Версии и выпуски
Оригинальная версия Sonic the Hedgehog CD была выпущена осенью 1993 года. Японская и североамериканская версия отличаются саундтреком, написанным разными авторами. В европейской версии используется музыка японских композиторов. В отличие от других частей серии, игра распространялась на компакт-дисках, а не на картриджах.
В 1996 году Sonic the Hedgehog CD была портирована для Windows, став первой игрой серии для персонального компьютера. От оригинала данная версия отличалась улучшенным качеством и увеличенной длиной анимационного открывающего FMV-ролика. Тем не менее, эта версия не совместима с Windows XP, Windows Vista и Windows 7 из-за некоторых недостающих файлов. Данную ситуацию исправляет неофициальный специальный патч «Sonic CD PC Fix». Позже игра переиздавалась для ПК в виде сборников Sega Family Fun Pak (1996), Sonic Action Pack (2000), Sonic Action 4 Pack (2001), Twin Pack: Sonic CD and Sonic & Knuckles Collection (2002) и Sega PC Mega Pack (2003).
Sonic the Hedgehog CD вошла в сборник Sonic Gems Collection на GameCube и PlayStation 2, вышедший в Японии и Европе в 2005 году. Эта версия основана на версии для ПК и имеет некоторые улучшения в отношении скорости игры, но у неё есть несколько незначительных графических ошибок, например, отсутствие цвета воды на уровне «Tidal Tempest». Саундтрек в этой версии зависит от региона, хотя европейская версия игры содержит американский саундтрек (в отличие от предыдущих релизов, в которых в европейских версиях использовался японский саундтрек). В данной версии более высокое качество анимационного вступления и окончания.
14 декабря 2011 года Sonic the Hedgehog CD появилась в Xbox Live Arcade и Android, и в Европе в этот же день — в PlayStation Network. На iOS игра была выпущена 15 декабря; в PlayStation Network в США — 20 декабря. 19 января 2012 года Sonic the Hedgehog CD появилась в сервисе Steam, а 14 ноября того же года — на Windows Phone 7 и Windows Phone 8. В WiiWare порт не вышел, так как звук CD-качества не вписывается в предельный размер файла 40 мегабайт, установленный для платформы. Игра c нуля была разработана программистом Кристианом Уайтхедом, который также предоставил свой движок Retro Engine. В ремейк планировали добавить новый уровень «Desert Dazzle», но его разработка была отменена из-за давления со стороны Sonic Team. В качестве музыкального сопровождения во всех этих версиях по усмотрению игрока можно использовать как оригинальный японский саундтрек, так и американский. Кроме того, в переиздании были исправлены программные ошибки, добавлена возможность выбрать один из двух вариантов способности spin dash, кадровая частота работает до 60 кадров в секунду, изменено меню, имеется система трофеев и достижений, таблицы лидеров и поддержка высокого разрешения. В эту версию также был добавлен лисёнок Тейлз, который становится доступным игровым персонажем после прохождения игры. Ремейк 2011 года в 2022 году был переиздан в сборнике Sonic Origins.

## Музыка
Саундтрек игры в североамериканской и японской версий различается, при этом европейская и австралийская версии игры имеют японский саундтрек. Музыка для японской версии была написана Наофуми Хатаей и Масафуми Огатой и включала две песни, исполненные Кэйко Утоку: «Sonic — You Can Do Anything» (также известная как «Toot Toot Sonic Warrior», композитор Масафуми Огата) и «Cosmic Eternity — Believe in Yourself» (композитор Наофуми Хатая). В североамериканской версии игры, задержанной на несколько месяцев, использовалась музыка Спенсера Нильсена. Все музыкальные композиции в игре были заменены; исключение составила музыка «Прошлого», и была добавлена новая песня «Sonic Boom», исполненная группой Pastiche (Сэнди Крессман, Дженни Мельцер и Бекки Уэст), которая с некоторыми различиями проигрывалась в анимационном открывающем и закрывающем роликах.
Последующие переиздания, выпущенные в Северной Америке, также использовали североамериканскую версию саундтрека. Она же использовалась в анимационных роликах из игры, входящих в виде бонуса в Sonic Mega Collection. В европейских версиях игры, за исключением выпуска для Sega CD, также была использована музыка Нильсена. Все версии игры, выпущенные в 2011 году, включают в себя оба саундтрека, вне зависимости от региона. В то же время песни «Sonic — You Can Do Anything» и «Cosmic Eternity — Believe in Yourself» в открывающем и закрывающем роликах соответственно были заменены на инструментальные версии, так как автор текста, Кейси Рэнкин, умерший в 2009 году, не передал Sega свои права на песни; в Sonic Origins эти песни используются в своём исходном виде.
До 2011 года полноценного музыкального саундтрека Sonic the Hedgehog CD не было. Большинство композиций из североамериканской версии Sonic CD вошли в специальный альбом Sonic the Hedgehog Boom: The Music from Sonic CD and Sonic Spinball (1994). Некоторые песни входили в другие альбомы: «Sonic Boom» присутствовала в True Blue: The Best of Sonic the Hedgehog (2008); «Sonic — You Can Do Anything» — в SonicTeam «PowerPlay» ~Best Songs from SonicTeam~ (1998), Sonic 10th Anniversary (2001), True Blue: The Best of Sonic the Hedgehog (2008) и History of Sonic Music 20th Anniversary Edition (2011); «Cosmic Eternity — Believe in Yourself» — в SonicTeam «PowerPlay» ~Best Songs from SonicTeam~ (1998), Sonic 10th Anniversary (2001) и True Colors: The Best of Sonic the Hedgehog Part 2 (2009); «Palmtree Panic» — в History of the 1ST Stage Original Soundtrack White Edition (2011) и Sonic the Hedgehog 25th Anniversary Selection (2016). Первый полноценный музыкальный альбом с японским саундтреком к игре вышел лишь только 23 ноября 2011 года. Приуроченный к юбилею серии, он носит название Sonic the Hedgehog CD Original Soundtrack 20th Anniversary Edition (яп. ソニック・ザ・ヘッジホッグCD オリジナル・サウンドトラック 20th アニバーサリー・エディション Соникку дза Хэдзихоггу Си: Ди: Оридзинару Саундоторакку Ни дзю Сюнэнкинэн-бан). В него вошли 40 треков из игры и два ремикса от Crush 40 и Cash Cash. Помимо альбомов, музыка из игры использовалась в других частях серии: Sonic Jam, Super Smash Bros. Brawl и Sonic Generations.
| №                   | Название                         | Музыка                               | Длительность |
| ------------------- | -------------------------------- | ------------------------------------ | ------------ |
| 1.                  | «Sonic Boom — Opening Theme»     | Спенсер Нильсен                      | 3:10         |
| 2.                  | «Stardust Speedway — Bad Future» | Спенсер Нильсен                      | 3:52         |
| 3.                  | «Tidal Tempest»                  | Спенсер Нильсен                      | 3:19         |
| 4.                  | «Sonic Boom — Closing Theme»     | Спенсер Нильсен                      | 3:39         |
| 5.                  | «Tidal Tempest — Bad Future»     | Спенсер Нильсен                      | 3:37         |
| 6.                  | «Palmtree Panic»                 | Спенсер Нильсен                      | 3:54         |
| 7.                  | «Quartz Quadrant»                | Спенсер Нильсен                      | 3:22         |
| 8.                  | «Stardust Present»               | Спенсер Нильсен                      | 3:04         |
| 9.                  | «Tempest Good Future»            | Спенсер Нильсен                      | 3:06         |
| 10.                 | «Quartz Future»                  | Спенсер Нильсен                      | 2:36         |
| 11.                 | «Speedway to Good Future»        | Спенсер Нильсен                      | 2:49         |
| 12.                 | «Wacky Workbench»                | Спенсер Нильсен                      | 3:39         |
| 13.                 | «Special Stage»                  | Спенсер Нильсен                      | 2:20         |
| 14.                 | «Workbench — Bad Future»         | Спенсер Нильсен                      | 2:23         |
| 15.                 | «Palmtree Party»                 | Спенсер Нильсен                      | 2:40         |
| 16.                 | «Workbench Workout»              | Спенсер Нильсен                      | 3:12         |
| 17.                 | «Collision Chaos»                | Стерлинг, Армандо Пераса, Бобби Вега | 3:19         |
| 18.                 | «Metallic Madness»               | Стерлинг, Армандо Пераса, Бобби Вега | 2:17         |
| 19.                 | «Robotnik»                       | Стерлинг, Армандо Пераса, Бобби Вега | 1:29         |
| 20.                 | «Spinball Theme»                 | Говард Дроссин                       | 2:34         |
| 21.                 | «Flight to Volcanic Fortress»    | Говард Дроссин                       | 3:29         |
| 22.                 | «Toxic Cave»                     | Говард Дроссин                       | 3:05         |
| 23.                 | «Lava Powerhouse»                | Брайан Коберн                        | 3:52         |
| Общая длительность: | Общая длительность:              | Общая длительность:                  | 70:47        |

| №                   | Название                                       | Текст песни               | Музыка              | Исполнитель         | Длительность |
| ------------------- | ---------------------------------------------- | ------------------------- | ------------------- | ------------------- | ------------ |
| 1.                  | «Sonic — You Can Do Anything»                  | Кейси Ранкин              | Масафуми Огата      | Кэйко Утоку         | 1:34         |
| 2.                  | «Title»                                        |                           | Масафуми Огата      |                     | 0:32         |
| 3.                  | «Little Planet»                                |                           | Масафуми Огата      |                     | 2:40         |
| 4.                  | «Palmtree Panic»                               |                           | Наофуми Хатая       |                     | 2:12         |
| 5.                  | «Palmtree Panic „G“ mix»                       |                           | Наофуми Хатая       |                     | 1:47         |
| 6.                  | «Palmtree Panic „P“ mix»                       |                           | Наофуми Хатая       |                     | 2:13         |
| 7.                  | «Palmtree Panic „B“ mix»                       |                           | Наофуми Хатая       |                     | 1:48         |
| 8.                  | «Collision Chaos»                              |                           | Масафуми Огата      |                     | 2:03         |
| 9.                  | «Collision Chaos „G“ mix»                      |                           | Масафуми Огата      |                     | 1:43         |
| 10.                 | «Collision Chaos „P“ mix»                      |                           | Масафуми Огата      |                     | 1:46         |
| 11.                 | «Collision Chaos „B“ mix»                      |                           | Масафуми Огата      |                     | 1:46         |
| 12.                 | «Tidal Tempest»                                |                           | Масафуми Огата      |                     | 2:20         |
| 13.                 | «Tidal Tempest „G“ mix»                        |                           | Масафуми Огата      |                     | 1:47         |
| 14.                 | «Tidal Tempest „P“ mix»                        |                           | Масафуми Огата      |                     | 1:44         |
| 15.                 | «Tidal Tempest „B“ mix»                        |                           | Масафуми Огата      |                     | 1:47         |
| 16.                 | «Quartz Quadrant»                              |                           | Наофуми Хатая       |                     | 2:11         |
| 17.                 | «Quartz Quadrant „G“ mix»                      |                           | Наофуми Хатая       |                     | 1:47         |
| 18.                 | «Quartz Quadrant „P“ mix»                      |                           | Наофуми Хатая       |                     | 1:57         |
| 19.                 | «Quartz Quadrant „B“ mix»                      |                           | Наофуми Хатая       |                     | 1:37         |
| 20.                 | «Wacky Workbench»                              |                           | Масафуми Огата      |                     | 2:04         |
| 21.                 | «Wacky Workbench „G“ mix»                      |                           | Масафуми Огата      |                     | 1:34         |
| 22.                 | «Wacky Workbench „P“ mix»                      |                           | Масафуми Огата      |                     | 2:32         |
| 23.                 | «Wacky Workbench „B“ mix»                      |                           | Масафуми Огата      |                     | 1:49         |
| 24.                 | «Stardust Speedway»                            |                           | Наофуми Хатая       |                     | 2:20         |
| 25.                 | «Stardust Speedway „G“ mix»                    |                           | Наофуми Хатая       |                     | 1:40         |
| 26.                 | «Stardust Speedway „P“ mix»                    |                           | Наофуми Хатая       |                     | 1:46         |
| 27.                 | «Stardust Speedway „B“ mix»                    |                           | Наофуми Хатая       |                     | 1:31         |
| 28.                 | «Metallic Madness»                             |                           | Наофуми Хатая       |                     | 1:51         |
| 29.                 | «Metallic Madness „G“ mix»                     |                           | Наофуми Хатая       |                     | 1:38         |
| 30.                 | «Metallic Madness „P“ mix»                     |                           | Наофуми Хатая       |                     | 1:45         |
| 31.                 | «Metallic Madness „B“ mix»                     |                           | Наофуми Хатая       |                     | 1:42         |
| 32.                 | «Boss!!»                                       |                           | Наофуми Хатая       |                     | 1:47         |
| 33.                 | «Final Fever»                                  |                           | Наофуми Хатая       |                     | 1:49         |
| 34.                 | «Zone Clear»                                   |                           | Наофуми Хатая       |                     | 0:11         |
| 35.                 | «Speed Up!!»                                   |                           | Масафуми Огата      |                     | 0:25         |
| 36.                 | «Invincible!!»                                 |                           | Масафуми Огата      |                     | 0:24         |
| 37.                 | «Game Over»                                    |                           | Масафуми Огата      |                     | 0:15         |
| 38.                 | «Special Stage»                                |                           | Масафуми Огата      |                     | 2:19         |
| 39.                 | «Cosmic Eternity — Believe in Yourself»        | Кейси Ранкин              | Наофуми Хатая       | Кэйко Утоку         | 3:08         |
| 40.                 | «Sonic Boom»                                   | Спенсер Нильсен, Pastiche | Спенсер Нильсен     | Pastiche            | 3:13         |
| 41.                 | «Stardust Speedway» (Cash Cash vs. Jun Senoue) |                           | Спенсер Нильсен     |                     | 3:05         |
| 42.                 | «Sonic Boom» (Crush 40 vs. Cash Cash)          | Спенсер Нильсен, Pastiche | Спенсер Нильсен     | Crush 40, Cash Cash | 2:46         |
| Общая длительность: | Общая длительность:                            | Общая длительность:       | Общая длительность: | Общая длительность: | 76:27        |

## Оценки и мнения
| Сводный рейтинг    | Сводный рейтинг                                                                  |
| Агрегатор          | Оценка                                                                           |
| ------------------ | -------------------------------------------------------------------------------- |
| GameRankings       | 83,74 % (X360) 78,30 % (PS3) 88,57 % (iOS)                                       |
| Metacritic         | 82/100 (X360) 80/100 (PS3) 93/100 (iOS)                                          |
| MobyRank           | 87/100 (iPad) 86/100 (CD) 85/100 (X360) 84/100 (PS3) 83/100 (iPhone) 68/100 (ПК) |
| Иноязычные издания |                                                                                  |
| Издание            | Оценка                                                                           |
| AllGame            | (CD) · (ПК) · (X360) · (PS3)                                                     |
| Destructoid        | 9/10 (X360/PS3)                                                                  |
| EGM                | 8,5/10 (CD)                                                                      |
| Eurogamer          | 8/10 (X360)                                                                      |
| Game Informer      | 8/10 (X360/PS3)                                                                  |
| GamePro            | 5/5 (CD)                                                                         |
| GameRevolution     | B+ (X360/PS3)                                                                    |
| GameSpot           | 5/10 (ПК) 8,5/10 (X360/PS3)                                                      |
| GamesRadar+        | 9/10 (CD) 9/10 (X360/PS3/iOS)                                                    |
| IGN                | 8,5/10 (X360) 9/10 (iOS)                                                         |
| OXM                | 9/10 (X360)                                                                      |
| Mean Machines Sega | 83/100 (CD)                                                                      |
| Mega               | 89 % (CD)                                                                        |
| Sega MegaZone      | 91 % (CD)                                                                        |

Sonic the Hedgehog CD получила множество положительных отзывов, и по оценкам является лучшей игрой для Mega-CD. Средняя оценка оригинала на сайте MobyGames составляет 86 баллов из 100 возможных. Несмотря на признание критиков, игре не удалось повторить коммерческий успех других игр серии Sonic the Hedgehog, в особенности из-за непопулярности Mega-CD. Последующие переиздания были куда более успешными, чем оригинальная версия. Например, ремейк для PlayStation Network занял первое место среди самых продаваемых игр на этом сервисе за декабрь 2011 года. Версия для Xbox Live Arcade в аналогичном рейтинге за 16 января 2012 года заняла 16 место, а за 30 января — 18 место. Летом 2018 года, благодаря уязвимости в защите Steam Web API, стало известно, что точное количество пользователей сервиса Steam, которые играли в игру хотя бы один раз, составляет 241 011 человек.
Высоких оценок со стороны критиков заслужила графика. Представитель GamePro назвал её «блистательно красочной». Журналистам из Mean Machines графика показалась такой же, как и в Sonic the Hedgehog 2, но, тем не менее, основные спрайты и бадники выполнены отлично, задний фон — прекрасен, а сама графика — просто шикарна. Сравнивал Sonic CD с предыдущей частью и представитель сайта GamesRadar Джастин Тауэлл. Журналисты также положительно отзывались о ремейке 2011 года. Пошло на пользу для Sonic the Hedgehog CD использование нового движка Retro Engine. Рецензент сайта IGN Джек ДеВрис похвалил игру за поддержку изображения в высоком разрешении и яркие цвета на уровнях. А Саймону Паркину из Eurogamer настолько понравился новый движок, что он выразил желание, чтобы Sega и в дальнейшем использовала его для последующих переизданий старых игр.
Игровой процесс и новаторские путешествия во времени также были высоко оценены прессой. По словам Паркина, путешествия привнесли в серию что-то свежее и неповторимое, но эта система будет не совсем понятна обычному игроку и приведёт его в конечном итоге к плохой концовке. По мнению Тима Тури из Game Informer, путешествия во времени заставляют игрока мыслить, а не просят его пройти тот или иной уровень. В качестве примера он привёл главную задачу прохождения — найти в прошлом роботизаторы злодея, чтобы потом в будущем они не вызвали экологическую катастрофу. На страницах GamePro игровой процесс Sonic the Hedgehog CD был описан следующим образом: «Здесь есть всё, что можно ждать от Соника — супер-скорости, потрясающего геймплея, оригинальности, веселья — и всё это теперь на супер-CD». Проходя уровни, Тауэлл обратил внимание на то, что Соник в переиздании 2011 года стал двигаться несколько иначе. По его мнению, причинами этого явления стали кадровая частота и спецэффекты. Сдержанный отзыв оставили рецензенты из журнала Mean Machines, посчитав идею перемещения во времени не особо важной для игры. Кроме того, ряд критиков столкнулись с неудобным управлением.
В основном положительно были оценены уровни. Деил Норт из Destructoid писал: «Игра напичкана множеством скрытых ловушек, бесконечных петлей и всплывающих врагов…». Представительница сайта GameSpot Хайди Кемпс хоть и высоко оценила уровни, но посчитала их слишком засорёнными различными объектами. Паркин назвал дизайн локаций «жёстким», а получение наград — «раздражающим». Несмотря на недостатки, выход такой малоизвестной, но любимой игры является большим достижением для фанатов Соника и издательства Sega в целом. С этим согласился и его коллега Тим Тури. Обозреватель назвал выход Sonic the Hedgehog CD «прекрасным праздником для поклонников серии и двухмерных платформеров», высоко отметив «чёткий» и лучший в серии дизайн уровней. Положительно он отозвался о небольшом количестве ям, благодаря которым можно расслабиться и спокойно исследовать акт. В Mean Machines были напротив разочарованы дизайном уровней. «…Это просто набор туннелей и петлей, ловушек или подводных участков для поиска пузырей с воздухом», — заявили Том Гиз и Ричард Лидбеттер. Кроме того, для них каждые этапы идентичны между собой или основаны на первой Sonic the Hedgehog: например, «Palmtree Panic» — это «Green Hill», а «Wacky Workbench» — «Scrap Brain». Тем не менее обозреватели из журнала по достоинству оценили реиграбельность, так как уровни и режим «Time Attack» заставят игрока вновь вернуться к Sonic CD. Шквал критики обрушился в сторону особых этапов. Причинами отрицательных отзывов стали медленный темп прохождения и сбор Камней Времени.
Критики положительно оценили музыку Sonic the Hedgehog CD, но различие саундтреков привело к многочисленным спорам. «То, что датировано 1990-м годом, совершенно новым кажется почему-то и сегодня…», — заявил Джастин Тауэлл. Представитель журнала GameFan дал японско-европейской версии игры высшую оценку, равную 100 %, а североамериканской версии — 70 %, при этом дав понять, что это различие связано с изменением саундтрека. Рецензент Дэйв Халверсон позже назвал это «злодеянием, которое остаётся крупнейшей несправедливостью в истории локализации». Спенсер Нильсен позже высказал своё мнение на этот счёт: «Они все играли в японскую версию в течение недель или месяцев, прежде чем вышла наша версия, это всё равно что заменить музыку к „Звёздным войнам“ после выхода фильма. С этой точки зрения, я не могу винить их». Рецензент из Destructoid Деил Норт высоко оценил оба саундтрека. В работе американского композитора критику понравилась «фантастическая» начальная тема «Sonic Boom», а композиции японских музыкантов были описаны в обзоре как «прекрасный пример интерпретации по-японски городской музыки 1990-х годов». Музыка из Sonic CD вошла в список «17 игровых саундтреков, опередивших своё время», составленный сайтом GamesRadar.
Последующие переиздания Sonic the Hedgehog CD также получали положительные отзывы от критиков и фанатов, но оценки были несколько ниже, чем у оригинала. Многим не нравилось качество игры и проблемы с производительностью ПК-версии 1996 года. Недостатком этой версии также считается невозможность запуска игры на операционных системах Windows XP и более поздних без патча. Тал Блевинс из GameSpot посоветовал остерегаться порта игры тем, кто не является настоящим фанатом Соника, хотя и похвалил версию за некоторые улучшения, например, автосохранение после каждого прохождения уровня. Однако в Allgame не разделили такое мнение и поставили ПК-версии 4,5 звезды из 5 возможных. Версия 2011 года получила положительные отзывы за новый движок «Retro Engine», появление Тейлза в качестве игрового персонажа, поддержку изображения в высокой чёткости и кадровую частоту. Рецензент сайта IGN Джек ДеВрис заявил, что благодаря выходу Sonic the Hedgehog CD, а затем и Sonic the Hedgehog 4: Episode II, можно предсказать следующие проекты от Sega. Дейл Норт посоветовал игрокам не пропустить битву с Метал Соником; в противном случае игроку должно быть стыдно. Рекомендовала пройти игру и Хайди Кемпс.

### Награды и номинации
- Журнал Electronic Gaming Monthly признал Sonic the Hedgehog CD лучшей компьютерной игрой 1993 года на Sega CD[92].
- Сайт ScrewAttack, в январе 2008 года, поставил игру на первое место среди лучших в серии в своём списке «Лучших и худших игр Sonic the Hedgehog»[106][107]. GameZone в аналогичном топе, составленном в июле 2011 года, поместил Sonic the Hedgehog CD на шестое место[108], а GamesRadar в 2012 году — на второе место[109].
- GamePro поместил её на 12 место в списке «20 лучших платформеров 1989—2009 годов»[110].
- В 2010 году Official Nintendo Magazine провёл опрос среди поклонников Соника на тему их любимых игр серии. По итогам этого опроса Sonic CD заняла девятое место[111].
- В 2011 году GamesRadar назвал Sonic the Hedgehog CD 67-й самой лучшей игрой всех времён[112], а в аналогичном топе 2012 года — 68-й[113].
- На премии «Best App Ever Awards» 2011 года, версия игры для Android заняла первое место в номинации «Лучший главный герой»[114], и второе место в номинации «Лучшая ретро-игра»[115].

### Влияние
Sonic the Hedgehog CD представила двух новых персонажей в серии: Эми Роуз и Метал Соника. С тех пор они появлялись в последующих играх про Соника. Сюжет Sonic the Hedgehog CD был адаптирован в № 24—28 комиксов Sonic the Comic от Fleetway Editions (арка «The Sonic Terminator») вышедших в апреле—июне 1994 года, и № 25 комиксов Sonic the Hedgehog от Archie Comics вышедшем в июне 1995 года.
В игре Sonic Adventure, когда Эми вспоминает «старые добрые времена», показана сцена из Sonic the Hedgehog CD, когда Соник спасает Эми от Метал Соника, однако там использован новый дизайн ежихи; в Sonic Generations заново воссоздана погоня Метал Соника за классическим Соником на уровне «Stardust Speedway». Уровни «Stardust Speedway» и «Metallic Madness» также появились в переработанном виде в игре Sonic Mania.